# تحت بحيرة الفضة
تحت بحيرة الفضة هو فيلم إثارة وجريمة وكوميديا سوداء أمريكي من نوع نوار-جديد 2018 من إنتاج وإخراجديفيد روبرت ميتشل. ومن بطولة  النجوم أندرو غارفيلد وريلي كيو وتوفر غريس. ويتبع رجلاً يسعى للعثور على المرأة التي إجتمع بها الليلة السابقة في حوض السباحة في مجمع سكني بعد اختفائها.
تم عرض الفيلم لأول مرة في عام 2018 فيمهرجان كان السينمائي في 15 مايو 2018 ومن المقرر أن يتم إصداره في الولايات المتحدة في 7 ديسمبر، 2018 من قبل A24. 

## قصة الفيلم
سام، هو شاب صالح ولكنه بلا هدف، يصبح محققًا من غير قصد بعد أن يجد نفسه وهو يحقق في الاختفاء الغامض لجارته الجميلة، الذي وقع معها في الحب. بينما يمشط لوس أنجلوس بحثاً عن أي نوع من الأدلة التي يمكن أن إيجادها، يعثر على مؤامرة أكبر وأكثر شراً من أي وقت مضى، بما في ذلك المليارديرات والمشاهير والأساطير الحضرية وحتى الثقافة الشعبية كما نعرفها. 

## طاقم التمثيل
- أندرو غارفيلد بدور سام
- رايلي كيو بدور سارة، جارة سام الجديدة.
- توبير غريس بدور الرجل في البار، صديق سام الذي يساعده في التحقيق حول اختفاء سارة.
- لورا ليغ بدور ماي
- زوسيا ماميه بدور تروي
- جيمى سيمبسون بدور ألين
- باتريك فيشلر بدور كوميك فان
- كالي هيرنانديز بدور ميل نيكنت
- ريكي ليندهوم بدور الممثلة
- سمر بيشيل بدور الصديقة

## الإنتاج

### التصوير
التصوير رئيسي بدأ في 31 أكتوبر 2016.

## الصدور
في مايو 2016 ، حصلت شركة A24 على حقوق توزيع الفيلم في الولايات المتحدة. تم عرض الفيلم لأول مرة فيمهرجان كان السينمائي في 15 مايو 2018. كان من المقرر إطلاق الفيلم في 22 يونيو 2018 ، ولكن في 4 يونيو تم تأجليه إلى 7 ديسمبر 2018. 

## وصلات خارجية
- تحت بحيرة الفضة على موقع IMDb (الإنجليزية)
- تحت بحيرة الفضة على موقع ميتاكريتيك (الإنجليزية)
- تحت بحيرة الفضة على موقع روتن توميتوز (الإنجليزية)
- تحت بحيرة الفضة على موقع قاعدة بيانات الأفلام العربية
- تحت بحيرة الفضة على موقع ألو سيني (الفرنسية)
- تحت بحيرة الفضة على موقع Turner Classic Movies (الإنجليزية)
- تحت بحيرة الفضة على موقع أول موفي (الإنجليزية)
- تحت بحيرة الفضة على موقع بوكس أوفيس موجو (الإنجليزية)
- تحت بحيرة الفضة على موقع فيلمافينيتي (الإسبانية)
- تحت بحيرة الفضة على موقع قاعدة بيانات الفيلم (الإنجليزية)